# Alstermo bruk
Alstermo Bruk är ett företag i Alstermo och grundades ursprungligen som handpappersbruk 1804. Det är därigenom ett av Sveriges äldsta företag. Sedan slutet av 1800-talet har företaget producerat fiberpapp, vilket bland annat har använts för produktion av den klassiska Unica-boxen.
1890 köptes bruket av ryttmästaren B. W. Lundin i Stockholm, som före inköpet av Alstermo bruk ägnat sig åt trämassefabrikationen. Bruket utvidgades genom anläggning av sliperi, uppförande av torklador och inköp av nya och dyrbara maskiner för tillverkning av konstläder, fiber, mösspapp m. m., på vilka tillverkningar ryttmästaren Lundin förvärvat sig uteslutande patenträtt.
1895 omvandlades bruket till ett aktiebolag och  brukets verksamhet utvecklades till en av de betydelsefullaste inom denna bransch. Tillverkningen utgjordes huvudsakligen av kartong- och bokbindarepapp, konstläder, användbart företrädesvis inom skomakeri- och sadelmakeriyrket, samt för tillverkning av gyllenlädertapeter; men är även konstlädret användbart för många andra industriella behov.  1900 tilldelades bruket guldmedalj på utställningen i Paris.
På 1990-talet gick företaget från en huvudsaklig inriktning på papptillverkningen till att satsa på färdiga produkter inom förvaring, förpackning och kontor, väskor samt reklam.